# 이와쓰키촌
이와쓰키촌(岩月村)은 후쿠시마현 야마군에 있던 촌이다. 현재의 기타카타시에 해당한다.

## 역사
- 1889년 4월 1일 - 정촌제 시행에 의해 야마군 4촌 및 기타카타정의 일부의 구역으로 성립하였다.
- 1954년 3월 31일 - 야마군 기타카타 정, 마쓰야마 촌·가미산노미야 촌·세키시바 촌·구마쿠라 촌·게이토쿠 촌·도요카와 촌과 합병해 기타카타시가 성립하여, 동일 이와쓰키 촌이 폐지되었다.

## 교통

### 도로
- 요네자와 가도 (현:국도 121호선)

## 참고문헌
- 角川日本地名大辞典 7 福島県